# Josefine
Josefine er et pigenavn, der er afledt via Josefa af det hebraiske drengenavn Josef, som betyder "Herren skal forøge". 
Varianter af navnet er blandt andet Josephine og Josefina. Omkring 9.500 danskere bærer et af disse navne ifølge Danmarks Statistik.

## Kendte personer med navnet
- Josephine Sophia Ivalo Mathilda, dansk prinsesse.
- Josephine Baker, fransk sanger og danser.
- Joséphine de Beauharnais, fransk kejserinde (gift med Napoléon Bonaparte).
- Joséphine de Beauharnais, svensk-norsk dronning (gift med Kong Oscar 1.)
- Josefine Ottesen, dansk forfatter.
- Josephine Touray, dansk håndboldspiller.

## Navnet anvendt i fiktion
- Oskar & Josefine er en dansk film fra 2005 instrueret af Carsten Myllerup.
- Jesus & Josefine er en dansk tv-julekalender fra 2003.
- I TV 2-julekalenderen fra Alletiders Jul (1994), Alletiders Nisse (1995 og 2006) Alletiders Julemand (1997 og 2007) og Pyrus i Alletiders Eventyr (2000) er Josefine Brahe en sekretær i Rigsarkivet.
- Hotelejeren i operetten Sommer i Tyrol hedder Josefa.